# Cristo che porta la Croce
Il Cristo che porta la Croce o Cristo protacroce è un dipinto a olio su tela realizzato da Giovan Battista Moroni e conservato nella chiesa della Madonna del Pianto di Albino. 

## Storia
La presenza attiva dell'artista albinese del decennio 1561-71, anche se obbligata a causa i gravi eventi occorsi a Bergamo causati da alcune famiglie nobili che il Moroni frequentava, ha permesso di avere sul territorio della cittadina bergamasca molte delle sue opere. Il dipinto Cristo che porta la Croce fu indicato dal Tassi presente nella chiesa di San Rocco, sempre ad Albino, ma non è elencato negli atti della visita pastorale della chiesa da san Carlo Borromeo del 1575. Sicuramente fu collocato nel 1816 nella chiesa parrocchiale di San Giuliano per venir poi allontanato e portato a Roma nel 1918, durante il primo conflitto mondiale per motivi di sicurezza. Fece ritorno a Bergamo e fu esposto, come lavoro del Moretto, alla mostra diocesana di arte sacra del 1920, destino che toccò a moltissimi lavori del Moroni.
La tela fu collocata nella chiesa della Madonna del Pianto, dove fu definitivamente attribuita al pittore albinese. Non ebbe subito molta fortuna il dipinto che, dalla critica, fu considerato un quadro di valore mediocre, venendo poi rivalutato dopo il restauro che ha permesso di farne uno studio accurato.

## Descrizione
Il dipinto rappresenta Cristo, a figura intera, che porta la croce in un ambiente desertico. Indossa un vistoso abito rosa-arancio senza cangianti, trattenuto in vita da una cintola nera. L'abito appare molto ampio e lungo, non adatto, si trascina al suolo, con un elevato effetto simbolico, primitivo, se non si ponesse nella modernità di un paesaggio volutamente arido per creare la solitudine dell'uomo oggetto del martirio. 
L'opera è avvicinabile, nel suo messaggio, al Crocifisso con i santi Bernardino e Antonio da Padova dal voluto effetto emozionale. L'artista voleva esprimere nell'isolamento figurativo, la sofferenza che manifesta l'uomo, dove non vi è tragedia ma solo compassione. La rappresentazione a figura intera di Cristo riprende i prototipi lombardi dell'Ecce Homo di Andrea Solario e de Il Moretto. 

Che rende di particolare interesse l'opera è la realizzazione pittorica dell'incarnato che trasuda e dell'ampia veste che anticipano materia e modi dell'arte, pur presentando tradizione nella realizzazione dei soggetti dell'opera. Il riferimento fatto da Giovanni Franci al Cristo e l'angelo de Il Moretto che fu il suo maestro, è pertinente, entrambi presentano il richiamo al filone alle opere religiose del Quattrocento fiammingo lombardo..